# Prosopis alba
Prosopis alba е вид растение от семейство Бобови (Fabaceae). Видът е почти застрашен от изчезване.

## Разпространение
Разпространен е в Аржентина, Боливия, Парагвай и Перу.